# Римско-голландское право
Ри́мско-голла́ндское пра́во — система права, основанная на Римском праве, которая существовала в Республике Соединённых провинций (Нидерландах) в XVII—XVIII веках. 
В Нидерландах отменена в XIX веке (с введением в 1809 году Кодекса Наполеона), однако в некоторых бывших колониях — ЮАР, Индонезии, Шри-Ланке, Намибии, Лесото, Зимбабве, Свазиленде, Ботсване — нормы римско-голландского права до сих пор применяется в сильно измененном виде, подвергнувшись влиянию англосаксонского права.